# 대한민국의 리 목록 (자)
다음은 대한민국의 리 목록이다. 이 목록은 법정리 기준으로만 작성되었다.

## 자
| 리명     | 소재지 |
| -------- | --- |
| 자개리   | 충청남도 당진시 면천면 |
| 자계리   | 충청북도 영동군 용화면 |
| 자동리   | 전라남도 신안군 지도읍 |
| 자등리   | 강원특별자치도 철원군 서면 |
| 자라리   | 전라남도 신안군 안좌면 |
| 자락리   | 경상북도 의성군 비안면 |
| 자래리   | 전북특별자치도 남원시 인월면 |
| 자룡리   | 전북특별자치도 고창군 상하면 |
| 자매리   | 경상남도 진주시 수곡면 |
| 자명리   | 경상북도 포항시 남구 연일읍 |
| 자모리   | 대구광역시 달성군 현풍읍 충청북도 옥천군 군북면 |
| 자부리   | 충청남도 금산군 추부면 |
| 자비리   | 전라남도 영광군 불갑면 |
| 자산리   | 강원특별자치도 고성군 거진읍 전라남도 진안군 동향면 경상북도 성주군 벽진면 |
| 자석리   | 경기도 이천시 설성면 |
| 자안리   | 경기도 화성시 비봉면 |
| 자양리   | 전북특별자치도 순창군 구림면 경상북도 성주군 초전면 경상남도 산청군 단성면 |
| 자연리   | 경기도 양평군 개군면 |
| 자왕리   | 충청남도 부여군 부여읍 |
| 자운리   | 강원특별자치도 홍천군 내면 |
| 자월리   | 인천광역시 옹진군 자월면 |
| 자은리   | 강원특별자치도 홍천군 두촌면 경상남도 고성군 상리면 |
| 자은가리 | 충청남도 천안시 서북구 직산읍 |
| 자일리   | 경기도 포천시 영북면 |
| 자작리   | 경기도 연천군 장남면 |
| 자장리   | 경기도 파주시 적성면 |
| 자천리   | 경상북도 영천시 화북면 |
| 자포리   | 전북특별자치도 고창군 신림면 경상북도 영천시 북안면 |
| 자포곡리 | 강원특별자치도 횡성군 둔내면 |
| 자풍리   | 전라남도 함평군 함평읍 |
| 자혜리   | 경상남도 사천시 서포면 경상남도 산청군 금서면 |
| 작곡리   | 경상북도 예천군 보문면 |
| 작내리   | 경상북도 김천시 구성면 |
| 작동리   | 울산광역시 울주군 삼동면 경기도 연천군 왕징면 |
| 작승리   | 경상북도 의성군 사곡면 |
| 작은리   | 경상북도 성주군 수륜면 |
| 작장리   | 경상남도 남해군 서면 |
| 작점리   | 충청북도 영동군 추풍령면 |
| 작천리   | 충청남도 청양군 대치면 경상북도 문경시 가은읍 |
| 작촌리   | 경기도 이천시 마장면 |
| 작팔리   | 경상남도 사천시 곤명면 |
| 잔교리   | 강원특별자치도 양양군 현북면 |
| 잠곡리   | 강원특별자치도 철원군 근남면 |
| 잠두리   | 전라남도 장흥군 대덕읍 전라남도 해남군 계곡면 |
| 잠병리   | 충청북도 충주시 금가면 |
| 잠정리   | 전라남도 화순군 능주면 |
| 장리     | 강원특별자치도 양양군 현북면 경상북도 의성군 가음면 경상남도 합천군 덕곡면 |
| 장가리   | 경상남도 창녕군 장마면 |
| 장감리   | 전라남도 신안군 압해읍 |
| 장갑리   | 충청북도 보은군 산외면 |
| 장계리   | 경기도 안성시 죽산면 충청북도 옥천군 안내면 충청남도 청양군 화성면 전북특별자치도 장수군 장계면 전라남도 강진군 칠량면 전라남도 고흥군 도양읍 경상남도 합천군 합천읍 |
| 장고항리 | 충청남도 당진시 석문면 |
| 장곡리   | 대구광역시 군위군 삼국유사면 경기도 파주시 조리읍 충청북도 제천시 송학면 충청남도 보령시 청소면 충청남도 청양군 대치면 충청남도 태안군 고남면 충청남도 홍성군 은하면 전북특별자치도 고창군 공음면 경상북도 상주시 낙동면 |
| 장곳리   | 충청남도 아산시 선장면 |
| 장관리   | 충청북도 진천군 진천읍 |
| 장교리   | 전라북도 남원시 운봉읍 전라남도 함평군 함평읍 |
| 장구리   | 충청남도 논산시 노성면 충청남도 서천군 종천면 전북특별자치도 완주군 봉동읍 |
| 장국리   | 전라북도 남원시 송동면 경상북도 의성군 구천면 |
| 장군리   | 대구광역시 군위군 효령면 |
| 장금리   | 전북특별자치도 정읍시 산내면 |
| 장기리   | 대구광역시 군위군 효령면 전북특별자치도 무주군 안성면 전북특별자치도 완주군 봉동읍 경상북도 고령군 대가야읍 경상북도 안동시 북후면 경상남도 거창군 가조면 경상남도 거창군 위천면 경상남도 고성군 동해면 경상남도 창녕군 대합면 |
| 장길리   | 경상북도 포항시 남구 구룡포읍 |
| 장남리   | 강원특별자치도 홍천군 두촌면 충청북도 청주시 흥덕구 옥산면 전라남도 고흥군 점암면 |
| 장내리   | 전라북도 정읍시 이평면 |
| 장년리   | 전라남도 함평군 함평읍 |
| 장능리   | 경기도 안성시 죽산면 경기도 이천시 설성면 |
| 장단리   | 경상남도 합천군 대병면 |
| 장담리   | 전라남도 고흥군 남양면 |
| 장대리   | 충청북도 청주시 청원구 오창읍 충청남도 금산군 추부면 충청남도 태안군 원북면 경상북도 의성군 봉양면 경상남도 합천군 가회면 |
| 장덕리   | 경기도 화성시 남양읍 강원특별자치도 강릉시 주문진읍 전북특별자치도 무주군 설천면 전북특별자치도 순창군 순창읍 전라남도 고흥군 동강면 |
| 장도리   | 전라남도 보성군 벌교읍 |
| 장동리   | 경기도 이천시 신둔면 충청북도 영동군 심천면 충청북도 증평군 증평읍 충청북도 청주시 흥덕구 옥산면 전북특별자치도 부안군 상서면 전북특별자치도 부안군 줄포면 전라남도 광양시 옥곡면 전라남도 나주시 노안면 전라남도 나주시 동강면 전라남도 보성군 율어면 전라남도 화순군 동면 경상북도 상주시 공성면 경상북도 포항시 남구 대송면 |
| 장두리   | 전라북도 고창군 고수면 |
| 장등리   | 경기도 평택시 서탄면 전북특별자치도 부안군 동진면 |
| 장록리   | 충청북도 충주시 주덕읍 |
| 장림리   | 충청북도 단양군 대강면 경상북도 의성군 단촌면 |
| 장목리   | 경상남도 거제시 장목면 |
| 장문리   | 전북특별자치도 정읍시 고부면 경상남도 통영시 용남면 |
| 장박리   | 경상남도 산청군 차황면 |
| 장발리   | 충청북도 단양군 영춘면 |
| 장방리   | 경상남도 김해시 한림면 |
| 장백리   | 전라북도 무주군 무주읍 |
| 장벌리   | 충청남도 부여군 은산면 |
| 장복리   | 충청남도 예산군 대술면 |
| 장봉리   | 인천광역시 옹진군 북도면 |
| 장사리   | 경상북도 영덕군 남정면 경상남도 진주시 금산면 |
| 장산리   | 경기도 파주시 문산읍 강원특별자치도 양양군 강현면 충청남도 보령시 청라면 충청남도 부여군 세도면 충청남도 천안시 동남구 수신면 충청남도 태안군 태안읍 전북특별자치도 고창군 상하면 전북특별자치도 김제시 만경읍 전북특별자치도 김제시 청하면 전라남도 강진군 군동면 전라남도 나주시 왕곡면 전라남도 담양군 대덕면 전라남도 순천시 외서면 전라남도 영광군 백수읍 전라남도 영암군 신북면 전라남도 장성군 서삼면 전라남도 장성군 황룡면 경상북도 성주군 월항면 경상북도 예천군 감천면 경상남도 고성군 마암면 경상남도 사천시 정동면 |
| 장상리   | 충청남도 서천군 화양면 전라북도 군산시 나포면 |
| 장서리   | 경기도 안성시 양성면 |
| 장선리   | 충청북도 보은군 수한면 충청북도 제천시 청풍면 충청남도 공주시 탄천면 충청남도 서천군 마서면 전북특별자치도 완주군 운주면 전북특별자치도 익산시 망성면 전북특별자치도 익산시 성당면 전라남도 곡성군 곡성읍 전라남도 영암군 덕진면 |
| 장성리   | 충청북도 충주시 대소원면 충청남도 홍성군 금마면 전라남도 나주시 봉황면 |
| 장소리   | 전라남도 해남군 계곡면 |
| 장속리   | 충청북도 보은군 보은읍 |
| 장송리   | 충청남도 천안시 동남구 동면 경상북도 예천군 개포면 |
| 장수리   | 경기도 평택시 현덕면 충청북도 옥천군 청성면 전라북도 장수군 장수읍 전라남도 고흥군 포두면 전라남도 여수시 화양면 |
| 장순리   | 전라북도 정읍시 정우면 |
| 장승리   | 강원특별자치도 양양군 서면 강원특별자치도 인제군 서화면 충청남도 청양군 청양읍 |
| 장신리   | 강원특별자치도 고성군 간성읍 충청북도 보은군 보은읍 충청남도 예산군 광시면 전북특별자치도 김제시 용지면 전북특별자치도 부안군 하서면 전북특별자치도 익산시 오산면 |
| 장심리   | 경기도 광주시 곤지암읍 |
| 장안리   | 부산광역시 기장군 장안읍 경기도 여주시 점동면 경기도 화성시 장안면 충청북도 보은군 장안면 전북특별자치도 남원시 주천면 전북특별자치도 무주군 부남면 전북특별자치도 순창군 팔덕면 전북특별자치도 장수군 계남면 전라남도 순천시 송광면 전라남도 장성군 장성읍 경상남도 진주시 이반성면 |
| 장암리   | 경기도 안성시 일죽면 경기도 여주시 북내면 경기도 이천시 마장면 경기도 포천시 이동면 충청북도 괴산군 장연면 충청북도 괴산군 청안면 충청북도 보은군 탄부면 충청남도 서천군 장항읍 전북특별자치도 임실군 덕치면 전라남도 보성군 벌교읍 전라남도 영암군 영암읍 경상북도 김천시 조마면 경상북도 상주시 은척면 경상북도 상주시 화북면 경상남도 하동군 양보면 경상남도 함안군 대산면 경상남도 함안군 칠원읍 |
| 장야리   | 충청북도 옥천군 옥천읍 |
| 장양리   | 강원특별자치도 원주시 소초면 충청북도 진천군 이월면 충청북도 청주시 청원구 북이면 충청남도 홍성군 구항면 전라남도 보성군 벌교읍 |
| 장연리   | 충청북도 옥천군 청성면 경상북도 청도군 매전면 |
| 장열리   | 강원특별자치도 정선군 북평면 |
| 장외리   | 경기도 화성시 서신면 |
| 장요리   | 충청남도 서산시 고북면 |
| 장용리   | 전라남도 완도군 약산면 |
| 장원리   | 경기도 안성시 죽산면 충청남도 공주시 정안면 전라남도 완도군 금일읍 |
| 장월리   | 충청북도 진천군 문백면 |
| 장위리   | 충청북도 옥천군 청산면 경상남도 산청군 차황면 |
| 장은리   | 충청남도 보령시 천북면 |
| 장자도리 | 전라북도 군산시 옥도면 |
| 장장리   | 전라북도 순창군 금과면 |
| 장재리   | 충청북도 보은군 장안면 충청북도 청주시 청원구 북이면 충청남도 아산시 배방읍 충청남도 청양군 비봉면 세종특별자치시 금남면 전북특별자치도 임실군 임실읍 전북특별자치도 정읍시 영원면 |
| 장전리   | 부산광역시 기장군 철마면 경기도 화성시 남양읍 강원특별자치도 삼척시 하장면 강원특별자치도 평창군 진부면 충청남도 논산시 연산면 충청남도 예산군 광시면 전라남도 화순군 남면 경상북도 김천시 증산면 경상북도 청송군 안덕면 경상남도 사천시 사천읍 경상남도 합천군 쌍백면 경상남도 합천군 용주면 제주특별자치도 제주시 애월읍 |
| 장전평리 | 강원특별자치도 홍천군 홍천읍 |
| 장정리   | 인천광역시 강화군 하점면 충청북도 단양군 대강면 충청남도 당진시 대호지면 전라남도 완도군 금일읍 |
| 장좌리   | 경기도 파주시 적성면 전라남도 보성군 벌교읍 전라남도 완도군 완도읍 경상남도 고성군 동해면 |
| 장죽리   | 경기도 안성시 금광면 경상남도 산청군 신안면 |
| 장지리   | 경상남도 함안군 군북면 |
| 장짐리   | 경기도 화성시 향남읍 |
| 장찬리   | 충청북도 옥천군 이원면 |
| 장척리   | 충청북도 영동군 매곡면 충청남도 홍성군 은하면 |
| 장천리   | 경기도 이천시 설성면 충청북도 충주시 중앙탑면 전라남도 보성군 복내면 전라남도 영암군 서호면 경상남도 산청군 신등면 경상남도 창녕군 이방면 |
| 장촌리   | 강원특별자치도 화천군 상서면 전라남도 신안군 팔금면 전라남도 해남군 마산면 |
| 장춘리   | 전라남도 해남군 화원면 경상북도 의성군 비안면 |
| 장치리   | 경상남도 고성군 삼산면 전라남도 화순군 이양면 |
| 장탄리   | 경기도 연천군 청산면 |
| 장파리   | 경기도 파주시 파평면 |
| 장판리   | 전라북도 장수군 천천면 |
| 장팔리   | 경상남도 거창군 거창읍 |
| 장평리   | 경기도 용인시 처인구 백암면 경기도 이천시 대월면 강원특별자치도 양구군 방산면 강원특별자치도 평창군 용평면 강원특별자치도 홍천군 화촌면 충청북도 제천시 봉양읍 경상남도 통영시 용남면 |
| 장포리   | 충청남도 서천군 비인면 전라북도 남원시 송동면 |
| 장풍리   | 경기도 여주시 대신면 |
| 장하리   | 충청남도 부여군 장암면 |
| 장학리   | 경기도 연천군 왕징면 강원특별자치도 춘천시 동면 전북특별자치도 정읍시 북면 전라남도 화순군 이서면 경상북도 성주군 선남면 |
| 장항리   | 강원특별자치도 홍천군 북방면 충청남도 당진시 고대면 충청남도 부여군 외산면 전북특별자치도 남원시 산내면 경상북도 경주시 문무대왕면 경상북도 함양군 유림면 |
| 장현리   | 경기도 남양주시 진접읍 경기도 파주시 적성면 충청북도 단양군 단양읍 충청남도 보령시 청라면 충청남도 서산시 지곡면 |
| 장호리   | 강원특별자치도 삼척시 근덕면 전라북도 고창군 상하면 |
| 장호원리 | 경기도 이천시 장호원읍 |
| 장화리   | 인천광역시 강화군 화도면 충청남도 논산시 채운면 전라남도 담양군 창평면 |
| 장회리   | 충청북도 단양군 단성면 |
| 장흥리   | 인천광역시 강화군 길상면 경기도 여주시 금사면 강원특별자치도 철원군 동송읍 전북특별자치도 김제시 금산면 경상남도 진주시 집현면 |
| 재산리   | 강원특별자치도 평창군 용평면 |
| 재오개리 | 충청북도 제천시 살미면 |
| 재원리   | 전라남도 신안군 임자면 |
| 재정리   | 충청남도 보령시 청소면 |
| 재품리   | 경상북도 안동시 서후면 |
| 쟁암리   | 경상북도 영덕군 남정면 |
| 저리     | 충청남도 천안시 서북구 성거읍 경상북도 영양군 청기면 |
| 저곡리   | 충청북도 청주시 청원구 내수읍 충청남도 금산군 제원면 |
| 저구리   | 경상남도 거제시 남부면 |
| 저동리   | 충청북도 부여군 내산면 경상북도 울릉군 울릉읍 |
| 저두리   | 전라남도 강진군 대구면 |
| 저림리   | 경상남도 통영시 산양읍 |
| 저산리   | 충청북도 청주시 흥덕구 강내면 충청남도 서천군 판교면 전북특별자치도 김제시 공덕면 경상남도 통영시 도산면 |
| 저석리   | 충청남도 부여군 부여읍 |
| 저성리   | 충청남도 서산시 해미면 |
| 저연리   | 경상남도 고성군 구만면 |
| 저음리   | 경상북도 문경시 가은읍 |
| 저전리   | 경상북도 고령군 대가야읍 경상북도 안동시 서후면 |
| 저지리   | 제주특별자치도 제주시 한경면 |
| 적리     | 강원특별자치도 양구군 국토정중앙면 |
| 적가리   | 경기도 안성시 보개면 |
| 적거리   | 경기도 연천군 중면 |
| 적곡리   | 충청북도 제천시 수산면 충청남도 청양군 장평면 경상남도 의령군 정곡면 |
| 적금리   | 경기도 여주시 강천면 전라남도 여수시 화정면 |
| 적누리   | 충청남도 청양군 청양읍 |
| 적덕리   | 충청북도 제천시 금성면 경상북도 봉화군 봉화읍 |
| 적동리   | 경상북도 영주시 문수면 |
| 적동산리 | 경기도 연천군 중면 |
| 적림리   | 경상북도 구미시 산동읍 |
| 적목리   | 경기도 가평군 북면 |
| 적봉리   | 경기도 평택시 서탄면 |
| 적서리   | 충청남도 당진시 대호지면 |
| 적석리   | 충청북도 괴산군 연풍면 |
| 적성리   | 경상북도 문경시 동로면 |
| 적송리   | 경상북도 성주군 수륜면 |
| 적암리   | 경기도 파주시 적성면 충청북도 보은군 마로면 |
| 적은리   | 강원특별자치도 양양군 강현면 |
| 적음리   | 경기도 연천군 중면 충청북도 보은군 내북면 |
| 적포리   | 경상남도 합천군 청덕면 |
| 적하리   | 충청북도 옥천군 동이면 |
| 전곡리   | 경기도 연천군 전곡읍 경기도 화성시 서신면 충청북도 제천시 수산면 충청남도 천안시 동남구 북면 경상북도 문경시 가은읍 경상북도 영양군 영양읍 경상북도 울진군 금강송면 |
| 전구리   | 경상북도 영주시 풍기읍 |
| 전궁리   | 경기도 용인시 처인구 남사읍 |
| 전대리   | 경기도 용인시 처인구 포곡읍 충청남도 당진시 송악읍 경상남도 하동군 횡천면 |
| 전도리   | 경상남도 하동군 고전면 |
| 전동리   | 경기도 연천군 백학면 전라남도 보성군 벌교읍 경상북도 경주시 감포읍 |
| 전두리   | 강원특별자치도 삼척시 도계읍 경상북도 문경시 산북면 |
| 전류리   | 경기도 김포시 하성면 |
| 전북리   | 경기도 여주시 금사면 |
| 전사리   | 경상북도 영천시 고경면 |
| 전사포리 | 경상남도 밀양시 부북면 |
| 전수리   | 경기도 양평군 강하면 |
| 전암리   | 전라북도 순창군 쌍치면 |
| 전읍리   | 울산광역시 울주군 두서면 |
| 전일리   | 전라남도 보성군 회천면 |
| 전장리   | 충청남도 부여군 외산면 |
| 전지리   | 경상북도 경산시 남산면 |
| 전진리   | 강원특별자치도 양양군 강현면 |
| 전척리   | 경상남도 거창군 남상면 |
| 전촌리   | 강원특별자치도 횡성군 갑천면 경상북도 경주시 감포읍 |
| 전치곡리 | 강원특별자치도 홍천군 북방면 |
| 전평리   | 충청남도 공주시 정안면 |
| 전포매리 | 강원특별자치도 양양군 현남면 |
| 전호리   | 경기도 김포시 고촌읍 |
| 전화리   | 경상남도 의령군 낙서면 |
| 전흥리   | 경상북도 의성군 옥산면 |
| 절산리   | 전라남도 화순군 사평면 |
| 점리     | 강원특별자치도 삼척시 도계읍 충청남도 부여군 임천면 |
| 점상리   | 충청남도 부여군 장암면 |
| 점원리   | 경기도 파주시 군내면 충청남도 당진시 합덕읍 |
| 접산리   | 전라북도 군산시 대야면 |
| 접정리   | 전라남도 장흥군 용산면 |
| 접지리   | 전라북도 정읍시 입암면 |
| 정리     | 대구광역시 군위군 군위읍 세종특별자치시 조치원읍 전라남도 화순군 한천면 경상북도 문경시 마성면 |
| 정각리   | 충청남도 부여군 석성면 경상북도 영천시 화북면 |
| 정곡리   | 충청남도 당진시 송악읍 전북특별자치도 진안군 진안읍 전라남도 담양군 가사문학면 경상남도 밀양시 무안면 경상남도 사천시 곤명면 경상남도 산청군 산청읍 경상남도 의령군 낙서면 |
| 정교리   | 경기도 포천시 가산면 |
| 정금리   | 강원특별자치도 횡성군 우천면 전라북도 부안군 위도면 경상남도 하동군 화개면 |
| 정남리   | 전라남도 화순군 능주면 |
| 정녕리   | 경상남도 창녕군 성산면 |
| 정단리   | 경기도 여주시 가남읍 |
| 정당리   | 충청남도 태안군 안면읍 전북특별자치도 김제시 진봉면 |
| 정대리   | 대구광역시 달성군 가창면 경상남도 합천군 야로면 |
| 정도리   | 전라남도 완도군 완도읍 |
| 정동리   | 경기도 안성시 미양면 경기도 파주시 장단면 충청남도 부여군 부여읍 충청남도 부여군 홍산면 경상남도 의령군 용덕면 경상남도 하동군 악양면 |
| 정동진리 | 강원특별자치도 강릉시 강동면 |
| 정량리   | 전라북도 정읍시 산외면 |
| 정림리   | 강원특별자치도 양구군 양구읍 경상북도 울진군 울진읍 |
| 정명리   | 경상북도 울진군 기성면 |
| 정문리   | 경기도 화성시 양감면 |
| 정방리   | 충청북도 옥천군 안내면 |
| 정배리   | 경기도 양평군 서종면 |
| 정산리   | 강원특별자치도 원주시 부론면 전북특별자치도 순창군 복흥면 전라남도 함평군 월야면 경상북도 상주시 모서면 경상북도 안동시 예안면 |
| 정상리   | 경상북도 청도군 운문면 |
| 정생리   | 충청북도 음성군 금왕읍 |
| 정서리   | 경상남도 하동군 악양면 |
| 정석리   | 전라남도 담양군 무정면 |
| 정손리   | 강원특별자치도 양양군 양양읍 |
| 정송리   | 전북특별자치도 남원시 주생면 |
| 정수리   | 경기도 용인시 처인구 양지면 경상남도 진주시 집현면 경상남도 하동군 옥종면 |
| 정안리   | 경상북도 의성군 단북면 |
| 정암리   | 강원특별자치도 양양군 강현면 강원특별자치도 횡성군 횡성읍 충청남도 부여군 장암면 경상남도 의령군 의령읍 |
| 정양리   | 강원특별자치도 영월군 영월읍 경상북도 상주시 모동면 경상남도 합천군 대양면 |
| 정연리   | 강원특별자치도 철원군 갈말읍 |
| 정용리   | 충청북도 괴산군 괴산읍 |
| 정우리   | 전라남도 화순군 한천면 |
| 정월리   | 전라북도 임실군 임실읍 |
| 정의리   | 경상남도 사천시 사천읍 |
| 정자리   | 경기도 파주시 군내면 강원특별자치도 양양군 현남면 강원특별자치도 인제군 남면 충청남도 서산시 고북면 전라남도 완도군 보길면 전라남도 진도군 군내면 경상북도 의성군 옥산면 경상북도 포항시 북구 죽장면 경상남도 진주시 금곡면 |
| 정장리   | 충청남도 계룡시 신도안면 경상남도 거창군 거창읍 |
| 정전리   | 충청남도 보령시 청소면 |
| 정정리   | 전라남도 강진군 옴천면 |
| 정족리   | 강원특별자치도 춘천시 신동면 경상북도 영양군 청기면 |
| 정좌리   | 충청남도 청양군 청양읍 |
| 정죽리   | 충청남도 태안군 근흥면 |
| 정중리   | 충청북도 청주시 흥덕구 오송읍 전라남도 담양군 수북면 |
| 정지리   | 경기도 광주시 퇴촌면 충청남도 논산시 성동면 |
| 정천리   | 전라남도 화순군 도암면 경상북도 포항시 남구 장기면 |
| 정촌리   | 충청남도 천안시 서북구 성거읍 |
| 정치리   | 충청남도 공주시 탄천면 |
| 정토리   | 경상남도 합천군 적중면 |
| 정평리   | 경상남도 진주시 집현면 |
| 정포리   | 경상남도 남해군 서면 |
| 정현리   | 경상남도 창원시 마산합포구 진북면 |
| 정흥리   | 전라남도 보성군 득량면 |
| 제곡리   | 강원특별자치도 홍천군 남면 경상북도 예천군 용문면 |
| 제기리   | 경기도 화성시 정남면 |
| 제남리   | 전라북도 익산시 여산면 |
| 제내리   | 충청북도 충주시 주덕읍 전북특별자치도 완주군 봉동읍 경상북도 경주시 외동읍 경상북도 포항시 남구 대송면 경상남도 합천군 율곡면 |
| 제대리   | 경상남도 밀양시 부북면 |
| 제도리   | 전라남도 여수시 화정면 |
| 제동리   | 경상남도 창원시 의창구 대산면 |
| 제령리   | 경기도 가평군 북면 |
| 제말리   | 전북특별자치도 김제시 공덕면 |
| 제보리   | 경상남도 산청군 생비량면 |
| 제부리   | 경기도 화성시 서신면 |
| 제비리   | 강원특별자치도 강릉시 구정면 |
| 제산리   | 전라남도 장흥군 장평면 |
| 제석리   | 충청남도 보령시 남포면 경상북도 김천시 아포읍 |
| 제성리   | 전라북도 익산시 웅포면 |
| 제암리   | 경기도 화성시 향남읍 |
| 제오리   | 경상북도 의성군 금성면 |
| 제원리   | 충청남도 금산군 제원면 |
| 제월리   | 충청북도 괴산군 괴산읍 전라남도 곡성군 입면 전라남도 담양군 봉산면 |
| 제일리   | 경기도 용인시 처인구 양지면 |
| 제진리   | 강원특별자치도 고성군 현내면 |
| 제천리   | 전라북도 남원시 주생면 |
| 제하리   | 전라북도 고창군 흥덕면 |
| 조강리   | 경기도 김포시 월곶면 |
| 조곡리   | 강원특별자치도 횡성군 횡성읍 충청북도 괴산군 장연면 충청북도 보은군 회남면 충청남도 예산군 신암면 경상북도 경산시 남산면 경상북도 영천시 대창면 |
| 조교리   | 강원특별자치도 춘천시 북산면 |
| 조금리   | 충청남도 당진시 대호지면 경상북도 울진군 온정면 |
| 조눌리   | 경상남도 김해시 대동면 |
| 조도리   | 경상남도 사천시 서포면 |
| 조동리   | 강원특별자치도 정선군 신동읍 강원특별자치도 평창군 평창읍 충청북도 영동군 용화면 충청북도 충주시 동량면 충청남도 논산시 벌곡면 전라북도 고창군 성내면 |
| 조둔리   | 강원특별자치도 평창군 평창읍 |
| 조령리   | 충청북도 옥천군 동이면 충청남도 논산시 벌곡면 전라남도 광양시 봉강면 |
| 조룡리   | 경상북도 김천시 대덕면 |
| 조발리   | 전라남도 여수시 화정면 |
| 조사리   | 경상북도 포항시 북구 송라면 |
| 조산리   | 인천광역시 강화군 양도면 경기도 파주시 군내면 강원특별자치도 강릉시 옥계면 강원특별자치도 양양군 양양읍 충청남도 서산시 해미면 전라남도 해남군 현산면 경상남도 창녕군 창녕읍 |
| 조성리   | 전라남도 보성군 조성면 경상북도 의성군 구천면 |
| 조수리   | 제주특별자치도 제주시 한경면 |
| 조안리   | 경기도 남양주시 조안면 |
| 조암리   | 경기도 화성시 우정읍 |
| 조양리   | 강원특별자치도 춘천시 동산면 전라남도 곡성군 오산면 전라남도 장성군 북이면 전라남도 장흥군 유치면 전라남도 장흥군 장동면 |
| 조월리   | 전북특별자치도 임실군 신덕면 |
| 조음리   | 경상남도 밀양시 상남면 |
| 조읍리   | 경기도 이천시 백사면 |
| 조일리   | 울산광역시 울주군 삼동면 경기도 안성시 양성면 제주특별자치도 제주시 우도면 |
| 조장리   | 경상남도 사천시 곤명면 |
| 조전리   | 강원특별자치도 영월군 남면 경상북도 경주시 건천읍 |
| 조정리   | 충청남도 금산군 군북면 충청남도 논산시 가야곡면 |
| 조제리   | 경상북도 영주시 문수면 |
| 조종리   | 전라북도 김제시 백산면 |
| 조천리   | 충청북도 괴산군 청안면 충청북도 옥천군 청성면 충청북도 충주시 앙성면 경상남도 밀양시 청도면 제주특별자치도 제주시 조천읍 |
| 조촌리   | 충청북도 음성군 원남면 |
| 조탑리   | 경상북도 안동시 일직면 |
| 조평리   | 충청남도 공주시 신풍면 |
| 조항리   | 강원특별자치도 횡성군 둔내면 경상북도 영덕군 축산면 |
| 조현리   | 경기도 양평군 용문면 충청남도 부여군 홍산면 |
| 조화리   | 전라남도 여수시 율촌면 |
| 족교리   | 충청남도 부여군 양화면 |
| 존도리   | 경상북도 문경시 산양면 |
| 존포리   | 전라남도 신안군 안좌면 |
| 종리     | 전북특별자치도 완주군 화산면 |
| 종경리   | 충청남도 예산군 신암면 |
| 종곡리   | 충청북도 보은군 보은읍 충청남도 아산시 송악면 전전북특별자치도 순창군 쌍치면 경상북도 문경시 농암면 경상북도 문경시 산북면 |
| 종달리   | 제주특별자치도 제주시 구좌읍 |
| 종덕리   | 전북특별자치도 김제시 봉남면 |
| 종미리   | 충청북도 옥천군 안남면 |
| 종부리   | 강원특별자치도 평창군 평창읍 |
| 종산리   | 전북특별자치도 정읍시 산외면 경상북도 예천군 호명면 |
| 종성리   | 전북특별자치도 정읍시 산내면 |
| 종신리   | 전북특별자치도 김제시 죽산면 |
| 종암리   | 충청북도 청주시 상당구 미원면 전북특별자치도 순창군 쌍치면 |
| 종연리   | 충청남도 논산시 가야곡면 |
| 종지리   | 충청남도 서천군 한산면 |
| 종천리   | 충청남도 서천군 종천면 경상남도 사천시 사남면 |
| 종화리   | 경상남도 하동군 옥종면 |
| 좌곤리   | 경상남도 김해시 진영읍 |
| 좌교리   | 경기도 평택시 고덕면 |
| 좌동리   | 부산광역시 기장군 장안읍 |
| 좌방리   | 충청남도 예산군 오가면 |
| 좌사리   | 전라남도 구례군 산동면 |
| 좌산리   | 전북특별자치도 진안군 성수면 |
| 좌삼리   | 경상남도 양산시 상북면 |
| 좌석리   | 경상북도 영주시 단산면 |
| 좌연리   | 경상남도 고성군 개천면 |
| 좌운리   | 강원특별자치도 홍천군 영귀미면 |
| 좌의리   | 경기도 포천시 군내면 |
| 좌천리   | 부산광역시 기장군 장안읍 |
| 좌패리   | 강원특별자치도 철원군 임남면 |
| 좌포리   | 전라북도 진안군 성수면 |
| 좌학리   | 경상북도 고령군 다산면 |
| 좌항리   | 경기도 용인시 처인구 원삼면 |
| 좌홍리   | 충청남도 부여군 홍산면 |
| 주리     | 대구광역시 달성군 가창면 강원특별자치도 양양군 손양면 강원특별자치도 양양군 현남면 |
| 주계리   | 경상북도 안동시 와룡면 |
| 주곡리   | 경기도 화성시 우정읍 충청북도 영동군 영동읍 충청남도 논산시 상월면 전북특별자치도 고창군 고창읍 전북특별자치도 군산시 나포면 경상북도 영양군 일월면 |
| 주광리   | 전라남도 해남군 화원면 |
| 주교리   | 충청남도 보령시 주교면 충청남도 예산군 예산읍 |
| 주남리   | 경상북도 영양군 석보면 |
| 주도리   | 전라남도 화순군 화순읍 |
| 주동리   | 경상남도 김해시 대동면 경상남도 함안군 여항면 |
| 주령리   | 충청남도 예산군 응봉면 |
| 주례리   | 경상북도 김천시 대항면 |
| 주록리   | 경기도 여주시 금사면 |
| 주매리   | 경상남도 창녕군 대합면 |
| 주문리   | 강원특별자치도 강릉시 주문진읍 강원특별자치도 영월군 김삿갓면 경상남도 사천시 용현면 |
| 주문도리 | 인천광역시 강화군 서도면 |
| 주물리   | 경상남도 함안군 법수면 |
| 주미리   | 경기도 이천시 호법면 |
| 주박리   | 경기도 이천시 호법면 |
| 주봉리   | 충청북도 음성군 원남면 충청남도 공주시 이인면 전라남도 보성군 보성읍 |
| 주북리   | 경기도 용인시 처인구 양지면 |
| 주산리   | 강원특별자치도 원주시 호저면 전북특별자치도 고창군 심원면 전라남도 곡성군 옥과면 전라남도 담양군 고서면 전라남도 장성군 삼계면 전라남도 화순군 남면 |
| 주산지리 | 경상북도 청송군 주왕산면 |
| 주상리   | 경상남도 산청군 금서면 |
| 주서리   | 경상남도 함안군 여항면 |
| 주선리   | 경상북도 의성군 단밀면 |
| 주성리   | 충청북도 청주시 청원구 오창읍 |
| 주수리   | 강원특별자치도 강릉시 옥계면 |
| 주아리   | 경상북도 구미시 옥성면 |
| 주암리   | 경기도 여주시 북내면 충청남도 부여군 내산면 전라남도 순천시 주암면 |
| 주야리   | 충청남도 보령시 주산면 |
| 주양리   | 전북특별자치도 진안군 주천면 |
| 주어리   | 경기도 여주시 산북면 |
| 주원리   | 경기도 포천시 창수면 |
| 주월리   | 경기도 파주시 적성면 전라북도 순창군 동계면 |
| 주음치리 | 강원특별자치도 홍천군 화촌면 |
| 주읍리   | 경기도 양평군 개군면 |
| 주응리   | 경상북도 영덕군 달산면 |
| 주인리   | 경상북도 울진군 북면 |
| 주정리   | 충청남도 부여군 구룡면 충청남도 청양군 대치면 |
| 주중리   | 경상남도 김해시 대동면 |
| 주지리   | 강원특별자치도 삼척시 노곡면 |
| 주진리   | 강원특별자치도 평창군 평창읍 충청북도 괴산군 연풍면 전라북도 고창군 아산면 경상북도 안동시 예안면 |
| 주천리   | 경기도 안성시 일죽면 강원특별자치도 영월군 주천면 충청북도 음성군 감곡면 전북특별자치도 남원시 주천면 전북특별자치도 임실군 오수면 전북특별자치도 정읍시 소성면 |
| 주청리   | 강원특별자치도 양양군 강현면 |
| 주촌리   | 전북특별자치도 남원시 운봉읍 |
| 주치리   | 충청북도 충주시 소태면 |
| 주파리   | 강원특별자치도 철원군 원남면 |
| 주평리   | 전북특별자치도 순창군 복흥면 전북특별자치도 진안군 상전면 전라남도 담양군 수북면 경상남도 고성군 구만면 |
| 주포리   | 강원특별자치도 원주시 귀래면 충청북도 제천시 봉양읍 |
| 주하리   | 경상북도 안동시 와룡면 |
| 주항리   | 충청남도 서천군 서면 |
| 죽리     | 경기도 안성시 대덕면 경기도 평택시 오성면 강원특별자치도 양구군 국토정중앙면 강원특별자치도 양양군 현남면 충청북도 증평군 증평읍 |
| 죽계리   | 충청남도 천안시 동남구 동면 전북특별자치도 임실군 삼계면 경상남도 고성군 고성읍 |
| 죽고리   | 경상남도 합천군 적중면 |
| 죽곡리   | 대구광역시 달성군 다사읍 강원특별자치도 양구군 양구읍 충청남도 공주시 계룡면 전북특별자치도 순창군 풍산면 경상북도 영천시 화남면 경상남도 김해시 진영읍 경상남도 진주시 금곡면 경상남도 함양군 함양읍 |
| 죽교리   | 충청남도 부여군 구룡면 전라남도 장흥군 관산읍 |
| 죽내리   | 전라남도 순천시 황전면 |
| 죽능리   | 경기도 용인시 처인구 원삼면 |
| 죽당리   | 경기도 이천시 부발읍 충청남도 공주시 우성면 |
| 죽대리   | 강원특별자치도 철원군 원남면 |
| 죽도리   | 충청남도 홍성군 서부면 전북특별자치도 군산시 옥도면 전라남도 영광군 낙월면 |
| 죽동리   | 충청남도 당진시 면천면 전라남도 곡성군 곡성읍 전라남도 나주시 세지면 경상북도 경주시 외동읍 경상남도 창원시 의창구 동읍 |
| 죽림리   | 경기도 안성시 일죽면 충청남도 논산시 노성면 충청남도 보령시 청소면 충청남도 청양군 장평면 충청남도 홍성군 금마면 세종특별자치시 조치원읍 전북특별자치도 고창군 고창읍 전북특별자치도 부안군 백산면 전북특별자치도 완주군 상관면 전북특별자치도 장수군 번암면 전라남도 곡성군 옥과면 전라남도 광양시 광양읍 전라남도 순천시 주암면 전라남도 신안군 비금면 전라남도 여수시 소라면 전라남도 장성군 삼계면 전라남도 진도군 임회면 경상북도 예천군 용문면 경상남도 거창군 웅양면 경상남도 통영시 광도면 경상남도 함양군 함양읍       |
| 죽마리   | 전라남도 구례군 문척면 |
| 죽문리   | 경상북도 문경시 가은읍 |
| 죽변리   | 경상북도 울진군 죽변면 |
| 죽본리   | 충청남도 논산시 연무읍 |
| 죽사리   | 전라남도 영광군 백수읍 경상남도 창녕군 영산면 |
| 죽산리   | 경기도 안성시 죽산면 충청북도 영동군 양산면 충청남도 서천군 마서면 충청남도 서천군 화양면 충청남도 아산시 선장면 전북특별자치도 군산시 대야면 전북특별자치도 김제시 죽산면 전북특별자치도 장수군 번암면 전북특별자치도 진안군 진안읍 전라남도 곡성군 석곡면 전라남도 무안군 일로읍 전라남도 보성군 문덕면 전라남도 순천시 별량면 경상남도 함양군 수동면 |
| 죽석리   | 전라남도 나주시 봉황면 |
| 죽성리   | 부산광역시 기장군 기장읍 경상북도 포항시 북구 신광면 |
| 죽송리   | 경상북도 안동시 녹전면 |
| 죽안리   | 경상북도 예천군 유천면 |
| 죽암리   | 충청북도 보은군 회인면 충청북도 청주시 서원구 현도면 전라남도 고흥군 동강면 전라남도 함평군 손불면 경상북도 상주시 중동면 |
| 죽연리   | 전라남도 신안군 도초면 |
| 죽월리   | 경상남도 밀양시 무안면 |
| 죽장리   | 전라남도 함평군 손불면 경상북도 구미시 선산읍 |
| 죽전리   | 충청북도 보은군 보은읍 충청북도 영동군 추풍령면 충청북도 청주시 서원구 현도면 충청남도 홍성군 장곡면 전북특별자치도 순창군 풍산면 경상북도 경주시 문무대왕면 경상북도 성주군 용암면 경상북도 안동시 풍산읍 경상북도 영천시 화북면 경상북도 칠곡군 기산면 경상남도 남해군 남면 경상남도 의령군 봉수면 경상남도 의령군 용덕면 경상남도 의령군 정곡면 경상남도 합천군 가야면 경상남도 합천군 쌍백면 |
| 죽절리   | 충청남도 부여군 구룡면 전북특별자치도 완주군 소양면 |
| 죽정리   | 강원특별자치도 고성군 현내면 전라남도 곡성군 목사동면 전라남도 구례군 용방면 전라남도 함평군 학교면 경상북도 영천시 청통면 경상북도 포항시 남구 장기면 |
| 죽죽리   | 경상남도 합천군 용주면 |
| 죽천리   | 충청남도 예천군 신양면 전북특별자치도 무주군 안성면 전라남도 광양시 옥룡면 경상북도 포항시 북구 흥해읍 경상남도 사천시 사남면 |
| 죽청리   | 충청남도 보령시 웅천읍 전라남도 순천시 황전면 전라남도 완도군 완도읍 전라남도 장성군 북이면 전라남도 장흥군 관산읍 전라남도 화순군 도곡면 |
| 죽촌리   | 충청북도 영동군 양강면 충청남도 서천군 한산면 전북특별자치도 익산시 황등면 전라남도 나주시 금천면 |
| 죽토리   | 경상남도 거제시 연초면 |
| 죽파리   | 경상북도 영양군 수비면 |
| 죽평리   | 충청남도 논산시 연무읍 전라남도 순천시 서면 |
| 죽포리   | 전라남도 여수시 돌산읍 |
| 죽학리   | 전라남도 순천시 승주읍 |
| 죽항도리 | 전라남도 진도군 조도면 |
| 죽향리   | 충청북도 옥천군 옥천읍 |
| 죽현리   | 충청북도 진천군 광혜원면 |
| 준향리   | 전라북도 남원시 운봉읍 |
| 줄포리   | 전라북도 부안군 줄포면 |
| 중리     | 대구광역시 달성군 현풍읍 울산광역시 울주군 범서읍 울산광역시 울주군 청량읍 강원특별자치도 양구군 양구읍 강원특별자치도 철원군 철원읍 강원특별자치도 평창군 평창읍 강원특별자치도 화천군 화천읍 경기도 포천시 관인면 충청북도 청주시 상당구 미원면 충청남도 논산시 광석면 충청남도 아산시 배방읍 충청남도 홍성군 서부면 경상북도 칠곡군 석적읍 경상남도 의령군 의령읍 경상남도 창원시 마산회원구 내서읍 경상남도 합천군 초계면                                                                                                   |
| 중가구리 | 경상북도 안동시 와룡면 |
| 중강리   | 강원특별자치도 철원군 동송읍 |
| 중거리   | 경상북도 성주군 용암면 |
| 중계리   | 충청남도 홍성군 홍북읍 전북특별자치도 부안군 변산면 |
| 중고리   | 전라남도 강진군 병영면 |
| 중광리   | 전북특별자치도 정읍시 소성면 |
| 중광정리 | 강원특별자치도 양양군 현북면 |
| 중교리   | 경상남도 의령군 정곡면 |
| 중구리   | 대구광역시 군위군 효령면 |
| 중군리   | 전북특별자치도 남원시 인월면 |
| 중금리   | 강원특별자치도 횡성군 갑천면 |
| 중기리   | 경상북도 청송군 부남면 |
| 중길리   | 전북특별자치도 진안군 성수면 |
| 중남리   | 경상남도 함양군 서상면 |
| 중눌리   | 경상북도 상주시 화남면 |
| 중단리   | 경상북도 포항시 남구 연일읍 |
| 중대리   | 전라남도 구례군 간전면 경상남도 창녕군 고암면 경상남도 하동군 악양면 |
| 중도리   | 충청남도 금산군 금산읍 전라남도 완도군 완도읍 |
| 중동리   | 충청북도 보은군 보은읍 충청북도 음성군 소이면 충청북도 증평군 증평읍 전북특별자치도 남원시 주생면 경상남도 의령군 의령읍 |
| 중리리   | 경상북도 의성군 의성읍 |
| 중마읍리 | 강원특별자치도 삼척시 노곡면 |
| 중명리   | 경상북도 포항시 남구 연일읍 |
| 중묵리   | 충청남도 청양군 비봉면 |
| 중방리   | 충청북도 단양군 단성면 충청남도 당진시 순성면 충청남도 아산시 염치읍 전라남도 구례군 용방면 |
| 중방대리 | 강원특별자치도 홍천군 서면 |
| 중벌리   | 경상북도 상주시 화북면 |
| 중복리   | 경기도 안성시 공도읍 강원특별자치도 양양군 강현면 |
| 중봉리   | 강원특별자치도 삼척시 하장면 |
| 중사리   | 경기도 연천군 중면 |
| 중산리   | 충청북도 진천군 이월면 충청북도 충주시 수안보면 충청남도 논산시 양촌면 충청남도 청양군 청남면 전북특별자치도 고창군 대산면 전북특별자치도 순창군 인계면 전라남도 고흥군 남양면 전라남도 구례군 문척면 전라남도 보성군 웅치면 경상북도 김천시 대덕면 경상북도 성주군 가천면 경상북도 포항시 남구 동해면 경상북도 포항시 북구 송라면 경상남도 밀양시 무안면 경상남도 산청군 시천면 |
| 중삼리   | 충청북도 청주시 서원구 현도면 |
| 중석리   | 충청북도 진천군 초평면 |
| 중선리   | 경상남도 사천시 사천읍 |
| 중성리   | 경상북도 포항시 북구 흥해읍 |
| 중세리   | 강원특별자치도 철원군 철원읍 |
| 중소리   | 경상북도 상주시 공검면 |
| 중송리   | 경기도 화성시 송산면 |
| 중신리   | 충청북도 청주시 청원구 오창읍 전북특별자치도 익산시 용안면 |
| 중안리   | 전북특별자치도 순창군 쌍치면 |
| 중암리   | 경기도 여주시 북내면 경상남도 함안군 군북면 |
| 중앙리   | 충청북도 보은군 회인면 충청남도 논산시 강경읍 경상남도 거창군 거창읍 |
| 중양리   | 충청남도 부여군 옥산면 |
| 중엄리   | 제주특별자치도 제주시 애월읍 |
| 중예리   | 충청남도 예산군 신암면 |
| 중옥리   | 전라남도 담양군 대전면 |
| 중왕리   | 충청남도 서산시 지곡면 경상북도 김천시 어모면 |
| 중원리   | 경기도 양평군 용문면 |
| 중월리   | 전북특별자치도 고창군 아산면 전라남도 담양군 월산면 |
| 중유리   | 경상남도 거창군 신원면 |
| 중율리   | 경상북도 의성군 신평면 |
| 중이리   | 경상남도 하동군 청암면 |
| 중장리   | 충청남도 공주시 계룡면 충청남도 태안군 안면읍 |
| 중전리   | 충청북도 제천시 금성면 충청북도 충주시 앙성면 |
| 중정리   | 충청남도 부여군 부여읍 |
| 중지리   | 경상북도 칠곡군 석적읍 |
| 중척리   | 충청북도 청주시 서원구 현도면 |
| 중천리   | 경상남도 진주시 금산면 |
| 중청리   | 충청북도 충주시 소태면 |
| 중초리   | 충청북도 보은군 보은읍 |
| 중촌리   | 경상남도 거창군 가북면 경상남도 산청군 신안면 경상남도 산청군 오부면 경상남도 의령군 대의면 경상남도 합천군 가회면 |
| 중추리   | 충청남도 청양군 장평면 |
| 중태리   | 경상남도 산청군 시천면 |
| 중통리   | 전라남도 완도군 보길면 |
| 중티리   | 충청북도 보은군 산외면 |
| 중판리   | 충청북도 보은군 속리산면 |
| 중평리   | 전라남도 장성군 북하면 경상북도 문경시 문경읍 경상북도 안동시 임동면 경상북도 예천군 유천면 경상북도 청송군 파천면 경상남도 하동군 금남면 |
| 중포리   | 전라남도 나주시 공산면 |
| 중하리   | 경상북도 의성군 안사면 |
| 중항리   | 경상남도 사천시 곤양면 |
| 중현리   | 경상남도 남해군 서면 |
| 중화리   | 경상북도 고령군 대가야읍 경상북도 영덕군 남정면 |
| 중황리   | 전라북도 남원시 산내면 |
| 중흥리   | 충청북도 괴산군 사리면 충청남도 공주시 의당면 충청남도 당진시 송악읍 전북특별자치도 고창군 부안면 전라남도 순천시 해룡면 경상북도 포항시 남구 동해면 |
| 증리     | 강원특별자치도 춘천시 신동면 전라남도 화순군 이양면 |
| 증거리   | 경기도 화성시 향남읍 경상북도 예천군 감천면 |
| 증곡리   | 충청남도 예산군 응봉면 |
| 증도리   | 충청북도 단양군 단양읍 |
| 증동리   | 경기도 양평군 양서면 전라남도 신안군 증도면 |
| 증산리   | 충청남도 보령시 주산면 충청남도 부여군 석성면 전북특별자치도 무주군 무풍면 전북특별자치도 부안군 동진면 전북특별자치도 정읍시 태인면 경상남도 양산시 물금읍 경상남도 창녕군 길곡면 |
| 증석리   | 전라북도 군산시 회현면 |
| 증약리   | 충청북도 옥천군 군북면 |
| 증천리   | 충청북도 증평군 증평읍 |
| 증촌리   | 경상북도 상주시 함창읍 |
| 증평리   | 충청북도 증평군 증평읍 |
| 지리     | 대구광역시 달성군 현풍읍 강원특별자치도 양양군 현남면 전라남도 완도군 청산면 경상북도 김천시 아포읍 경상북도 안동시 임동면 경상북도 청송군 주왕산면 경상남도 산청군 산청읍 |
| 지가리   | 경상북도 포항시 북구 기계면 |
| 지개리   | 경상남도 창원시 의창구 북면 |
| 지경리   | 강원특별자치도 양양군 현남면 강원특별자치도 철원군 갈말읍 충청북도 괴산군 청천면 충청남도 논산시 상월면 전북특별자치도 군산시 대야면 경상북도 영양군 석보면 경상북도 청송군 파천면 경상북도 포항시 북구 송라면 |
| 지곡리   | 충청북도 제천시 수산면 충청남도 예산군 고덕면 충청남도 예산군 대흥면 충청남도 청양군 목면 충청남도 청양군 청남면 전라남도 광양시 봉강면 전라남도 담양군 사평면 경상북도 문경시 문경읍 경상북도 영주시 평은면 |
| 지구리   | 강원특별자치도 횡성군 안흥면 |
| 지남리   | 전라남도 신안군 도초면 |
| 지내리   | 울산광역시 울주군 상북면 경기도 여주시 북내면 강원특별자치도 춘천시 동면 강원특별자치도 춘천시 신북읍 충청북도 영동군 학산면 경상북도 문경시 산북면 경상북도 안동시 와룡면 경상북도 예천군 예천읍 경상남도 진주시 집현면 |
| 지당리   | 충청북도 충주시 앙성면 전북특별자치도 남원시 주생면 전라남도 신안군 비금면 |
| 지도리   | 경상남도 통영시 용남면 |
| 지동리   | 강원특별자치도 평창군 평창읍 충청북도 충주시 동량면 전라남도 보성군 벌교읍 경상북도 문경시 농암면 경상북도 영주시 순흥면 경상북도 영주시 이산면 경상북도 포항시 북구 죽장면 |
| 지둔리   | 경기도 남양주시 수동면 |
| 지량리   | 충청남도 금산군 복수면 |
| 지례리   | 경상남도 하동군 양보면 |
| 지로리   | 전라남도 강진군 병영면 |
| 지막리   | 전라남도 진도군 고군면 경상남도 산청군 금서면 |
| 지문리   | 경기도 안성시 원곡면 |
| 지방리   | 충청남도 금산군 진산면 경상북도 성주군 월항면 |
| 지보리   | 경상북도 예천군 지보면 |
| 지본리   | 전라남도 순천시 서면 |
| 지봉리   | 충청북도 영동군 추풍령면 |
| 지북리   | 전북특별자치도 순창군 적성면 |
| 지사리   | 경상북도 상주시 외남면 |
| 지산리   | 인천광역시 강화군 선원면 충청북도 보은군 보은읍 충청북도 청주시 상당구 낭성면 충청남도 서산시 부석면 충청남도 서천군 마산면 충청남도 천안시 동남구 목천읍 전북특별자치도 순창군 인계면 전라남도 무안군 삼향읍 전라남도 영광군 백수읍 경상북도 고령군 고령읍 경상북도 고령군 대가야읍 경상북도 상주시 모서면 경상북도 상주시 이안면 경상북도 상주시 화서면 경상남도 거창군 남하면 경상남도 양산시 하북면 경상남도 창원시 마산합포구 진북면                                                                                       |
| 지서리   | 전북특별자치도 부안군 변산면 |
| 지석리   | 인천광역시 강화군 교동면 경기도 이천시 신둔면 강원특별자치도 양구군 동면 충청남도 부여군 충화면 충청남도 서천군 종천면 충청남도 예산군 응봉면 전북특별자치도 고창군 대산면 전라남도 강진군 도암면 경상남도 거제시 사등면 |
| 지선리   | 충청남도 부여군 외산면 전북특별자치도 순창군 복흥면 전북특별자치도 정읍시 입암면 |
| 지성리   | 전북특별자치도 무주군 무풍면 |
| 지세포리 | 경상남도 거제시 일운면 |
| 지소리   | 경상북도 청송군 안덕면 |
| 지수리   | 충청북도 옥천군 안남면 |
| 지슬리   | 경상북도 청도군 각북면 |
| 지암리   | 강원특별자치도 춘천시 사북면 충청북도 진천군 진천읍 |
| 지양리   | 충청북도 옥천군 동이면 |
| 지오리   | 충청북도 옥천군 군북면 |
| 지원리   | 충청남도 서천군 문산면 전라남도 광양시 진상면 |
| 지월리   | 경기도 광주시 초월읍 경기도 화성시 팔탄면 전라남도 화순군 도암면 |
| 지장리   | 충청북도 괴산군 불정면 충청남도 천안시 동남구 광덕면 전북특별자치도 임실군 신덕면 전라남도 무안군 일로읍 |
| 지전리   | 충청북도 옥천군 청산면 경상북도 청도군 매전면 |
| 지정리   | 충청북도 옥천군 이원면 충청남도 홍성군 구항면 충청남도 홍성군 장곡면 전라남도 장흥군 관산읍 |
| 지족리   | 경상남도 남해군 삼동면 경상남도 남해군 창선면 |
| 지좌리   | 경상북도 김천시 부항면 |
| 지죽리   | 전라남도 고흥군 도화면 |
| 지지리   | 전북특별자치도 장수군 번암면 |
| 지천리   | 충청남도 청양군 장평면 전북특별자치도 임실군 운암면 전라남도 구례군 광의면 전라남도 장흥군 부산면 전라남도 장흥군 안양면 경상북도 문경시 호계면 |
| 지촌리   | 강원특별자치도 춘천시 사북면 충청북도 괴산군 청천면 충청북도 영동군 양강면 경상북도 청도군 운문면 |
| 지침리   | 전라남도 담양군 담양읍 |
| 지탄리   | 충청북도 옥천군 이원면 |
| 지토리   | 충청남도 부여군 장암면 |
| 지티리   | 충청남도 부여군 내산면 |
| 지평리   | 경기도 양평군 지평면 경상북도 상주시 공검면 |
| 지포리   | 강원특별자치도 철원군 갈말읍 |
| 지품리   | 경상북도 영덕군 지품면 |
| 지현리   | 경기도 포천시 화현면 충청남도 서천군 한산면 |
| 지호리   | 대구광역시 군위군 의흥면 |
| 지화리   | 경기도 화성시 송산면 |
| 직리     | 경상북도 고령군 개진면 경상북도 예천군 용문면 |
| 직교리   | 경상남도 창녕군 창녕읍 |
| 직동리   | 울산광역시 울주군 언양읍 경기도 포천시 소흘읍 강원특별자치도 영월군 산솔면 |
| 직두리   | 경기도 포천시 군내면 |
| 직산리   | 경상북도 예천군 호명읍 경상북도 울진군 평해읍 |
| 직원리   | 강원특별자치도 정선군 임계면 |
| 직전리   | 강원특별자치도 정선군 사북읍 경상남도 하동군 북천면 |
| 직천리   | 경기도 파주시 법원읍 경상북도 영천시 대창면 |
| 직티리   | 충청북도 단양군 대강면 |
| 진리     | 인천광역시 옹진군 덕적면 강원특별자치도 홍천군 홍천읍 충청북도 제천시 금성면 전북특별자치도 부안군 위도면 전라남도 신안군 임자면 전라남도 신안군 흑산면 |
| 진가리   | 경기도 이천시 모가면 |
| 진고리   | 전라남도 신안군 팔금면 |
| 진곡리   | 경기도 연천군 중면 |
| 진관리   | 경기도 남양주시 진건읍 충청남도 당진시 고대면 |
| 진교리   | 경상남도 하동군 진교면 |
| 진기리   | 전북특별자치도 남원시 보절면 |
| 진내리   | 전라남도 영광군 법성면 |
| 진덕리   | 전라남도 영광군 홍농읍 |
| 진도리   | 전북특별자치도 무주군 안성면 |
| 진동리   | 강원특별자치도 인제군 기린면 전북특별자치도 부안군 행안면 경상남도 남해군 창선면 경상남도 창원시 마산합포구 진동면 |
| 진라리   | 경상북도 청도군 화양읍 |
| 진목리   | 경기도 용인시 처인구 남사읍 경기도 포천시 내촌면 충청북도 제천시 청풍면 전라남도 장흥군 회진면 경상남도 거창군 남상면 경상남도 남해군 설천면 |
| 진목도리 | 전라남도 진도군 조도면 |
| 진벌리   | 경기도 남양주시 진접읍 |
| 진변리   | 충청남도 부여군 규암면 |
| 진별리   | 강원특별자치도 영월군 김삿갓면 |
| 진복리   | 경상북도 울진군 근남면 |
| 진봉리   | 전라남도 보성군 복내면 |
| 진부리   | 강원특별자치도 고성군 간성읍 |
| 진사리   | 경기도 안성시 공도읍 |
| 진산리   | 충청남도 태안군 남면 전라남도 완도군 소안면 전라남도 장흥군 장평면 전라남도 해남군 산이면 |
| 진상리   | 경기도 연천군 군남면 |
| 진서리   | 전북특별자치도 부안군 진서면 |
| 진안리   | 경상북도 문경시 문경읍 경상북도 청송군 진보면 |
| 진암리   | 경기도 이천시 장호원읍 충청북도 진천군 초평면 |
| 진양리   | 전라남도 함평군 함평읍 |
| 진영리   | 경상남도 김해시 진영읍 |
| 진우리   | 경기도 광주시 도척면 |
| 진원리   | 전라남도 장성군 진원면 |
| 진장리   | 충청남도 서산시 팔봉면 |
| 진전리   | 경상북도 포항시 남구 오천읍 |
| 진정리   | 전라남도 광양시 진월면 경상북도 문경시 산양면 경상남도 하동군 금남면 경상남도 합천군 봉평면 |
| 진조리   | 강원특별자치도 평창군 봉평면 |
| 진죽리   | 충청남도 보령시 청소면 |
| 진중리   | 경기도 남양주시 조안면 |
| 진창리   | 경상남도 창녕군 유어면 |
| 진천리   | 전라남도 나주시 동강면 |
| 진촌리   | 인천광역시 옹진군 백령면 경기도 안성시 미양면 경기도 안성시 삼죽면 |
| 진평리   | 경상북도 예천군 감천면 |
| 진하리   | 울산광역시 울주군 서생면 |
| 진현리   | 경기도 안성시 대덕면 강원특별자치도 철원군 원남면 |
| 진호리   | 충청남도 부여군 초촌면 |
| 진흥리   | 전북특별자치도 김제시 황산면 전북특별자치도 정읍시 감곡면 |
| 질신리   | 충청북도 보은군 수한면 |
| 징리     | 대구광역시 달성군 구지면 |
| 징광리   | 전라남도 보성군 벌교읍 |

## 같이 보기
- 대한민국의 행정 구역 목록